# Azatioprina
La azatioprina es un profármaco, emparentado con la 6-mercaptopurina. Ambas se suelen denominar conjuntamente tiopurinas, y se usan como agentes inmunosupresores, en la actualidad preferentemente en el tratamiento de enfermedades en las que el sistema inmune está activado de manera equivocada, por lo que es necesario modularlo. Algunos ejemplos son la enfermedad de Crohn, la colitis ulcerosa, la hepatitis autoinmune, la esclerosis múltiple, el lupus eritematoso sistémico (LES), anemia hemolítica autoinmune y otras enfermedades. En años anteriores, fue un medicamento básico en los trasplantes de órganos, asociada a esteroides u otros agentes. En la actualidad, se emplea menos en esta indicación, pero aún es importante. Fue la primera medicación que se mostró efectiva para el aumento de la supervivencia en los trasplantes de riñón, corazón e hígado.

## Descripción
La azatioprina es un polvo inodoro de color amarillento.

## Farmacocinética

### Absorción
Presenta una buena absorción en tracto gastrointestinal alto, aunque es recomendable administrarlo durante las comidas para evitar molestias gastrointestinales.
La biodisponibilidad no tiene utilidad clínica, puesto que los efectos no se correlacionan con los niveles plasmáticos, sino con los tisulares.

### Distribución
Estudios en ratones con 35S-azatioprina no mostraron acumulación inusual en ningún tejido en particular, aunque se detectó escaso 35S en cerebro. Los nucleótidos que se forman durante el metabolismo de la azatioprina no atraviesan las membranas celulares y por lo tanto no circulan por los fluidos del organismo.
Atraviesa la barrera placentaria y se ha detectado en cantidades ínfimas en la leche de madres lactantes.

### Metabolismo
La azatioprina, al llegar al organismo, se rompe en vivo rápidamente, sin intervención de enzima alguna, para formar 6-mercaptopurina y metilnitroimidazol. La 6-mercaptopurina, que es el fármaco activo, cruza las membranas celulares fácilmente y dentro de la célula sufre unos procesos complicados, que varían mucho de persona a persona, y en los que intervienen varios sistemas enzimáticos. Aparecen fundamentalmente tres tipos de procesos. El enzima xantíno oxidasa transforma la 6-mercaptopurina en sustancias sin actividad conocida. Por otra parte, el enzima hipoxantín-guanín-fosforibosiltransferasa induce la producción de tioguanín nucleótidos, responsables en buena parte de la acción farmacológica. Finalmente, otra serie de enzimas, destacando la tiopurina metiltransferasa (TPMT), producen metabolitos metilados, como la 6-metilmercaptopurina. Estos se han relacionado con la toxicidad hepática.

### Eliminación
La 6-MP se elimina principalmente en forma del metabolito oxidado inactivo ácido tioúrico, tanto si se administra directamente o es un derivado in vivo de la azatioprina.
EL aclaramiento renal no está relacionado claramente con la toxicidad, aunque se recomienda la disminución de la dosis en casos de alteración renal.
ya que esto se deba a que la creatinina suba de nivel, si esto pasa sería una solución bajar también bajar los niveles de ciclosforina, así lo determinan los nefrologos si esta sustancia fue medicada por trasplante renal, la creatinina normal sería de .1 por mucho 1.6, pero hay doctores que no deja de sorprender, ya que ha visto pacientes con niveles de creatinina de 6.1 o un poco más altos y sin problema ninguno.

## Farmacodinámica

### Mecanismo de acción
Aunque se desconoce el mecanismo de acción preciso de la azatioprina, se han sugerido varias hipótesis:
1. La producción de 6-MP que actúa como un antimetabolito de las purinas.
2. El posible bloqueo de grupos –SH mediante alquilación.
3. La inhibición de múltiples vías en la biosíntesis de ácidos nucleicos, previniendo así la proliferación de células involucradas en la determinación y amplificación de la respuesta inmune.
4. El daño al ADN a través de la incorporación de tio-análogos purínicos.
5. La inducción de apoptosis en células anormalmente activas

### Efectos
La azatioprina es un derivado imidazólico de la 6-mercaptopurina (6-MP). La actividad de la parte metilnitroimidazol, un metabolito de la azatioprina, no se ha definido claramente. Sin embargo, en diferentes sistemas parece modificar la actividad de la azatioprina al compararla con la 6-MP. Los niveles plasmáticos de azatioprina y 6-MP no se correlacionan bien con la eficacia terapéutica o la toxicidad de la azatioprina, y por lo tanto no tienen ningún valor diagnóstico.
En definitiva, la azatioprina se utiliza como antimetabolito inmunosupresor solo o, generalmente en combinación con otros agentes (normalmente corticosteroides), en procesos en los que sea preciso modificar la respuesta inmunitaria. Los efectos terapéuticos pueden evidenciarse después de varias semanas o meses de tratamiento, provocando un efecto ahorrador de esteroides, y por tanto reduciendo la toxicidad asociada a altas dosis y uso prolongado de los mismos.

### Interacciones
- El alopurinol, oxipurinol y tiopurinol inhiben la actividad de la xantino oxidasa, resultando en una reducción de la conversión del ácido 6-tioinosínico biológicamente activo en ácido 6-tioúrico biológicamente inactivo. Cuando se administra en forma concomitante el alopurinol, oxipurinol y/o tiopurinol con la azatioprina o la 6-mercaptopurina, la dosis de estas debe ser reducida a un cuarto de la dosis original. Se ha empleado esta combinación para modular la respuesta a azatioprina y 6-mercaptopurina y evitar toxicidad.
- La azatioprina puede potenciar el bloqueo neuromuscular producido por agentes despolarizantes tales como la succinilcolina y reducir el bloqueo producido por agentes no-despolarizantes tales como la tubocurarina. Hay una considerable variabilidad en la potencia de esta interacción.
- Inhibe el efecto anticoagulante de la warfarina.
- Se potencian los efectos mutuos con fármacos citostáticos o fármacos de efecto mielosupresor tales como penicilamina.
- Asociado al cotrimoxazol se han descrito algunos casos de alteraciones hematológicas. Igual ocurre con respecto al captopril.
- Los aminosalicilatos (olsalazina, mesalazina o sulfasalazina) interaccionan con la TPMT, disminuyendo su actividad, pero es muy dudoso que esto sea significativo en terapéutica humana.
- La furosemida altera “in vitro” el metabolismo de la azatioprina por el tejido hepático humano, desconociéndose las implicaciones clínicas de este hallazgo.

## Uso clínico

### Indicaciones
- Aumento de la supervivencia de los trasplantes de órganos, tales como el riñón, el corazón, y el hígado; así como en la reducción de las necesidades de esteroides en receptores de trasplante renal.
- Enfermedad inflamatoria intestinal, como enfermedad de Crohn y colitis ulcerosa, para tratar situaciones de dependencia a corticoides, para las fístulas en la enfermedad de Crohn y como tratamiento de apoyo a infliximab, adalimumab o tratamiento de continuación de la ciclosporina. Se trata en general de situaciones moderadas a graves.
- Esclerosis múltiple recurrente-remitente clínicamente definida.
- Formas graves de enfermedades inmunitarias tales como artritis reumatoidea, lupus eritematoso sistémico, dermatomiositis, polimiositis, hepatitis crónica activa autoinmune, pénfigo vulgar, poliarteritis nodosa, anemia hemolítica autoinmune, púrpura trombocitopénica idiopática y pioderma gangrenoso.
- En los procesos anteriormente mencionados cuando el paciente no responda a los corticosteroides solos, cuando la dosis de corticosteroides necesaria produzca efectos adversos graves o cuando los corticosteroides estén contraindicados.
- Como parte de una terapia inmunosupresora en casos de miastenia gravis.[1]
- En medicina veterinaria, se usa en enfermedades inmunomediadas, como furunculosis anal y enfermedad inflamatoria crónica intestinal, entre otras.

### Reacciones Adversas
- Los pacientes que están recibiendo un tratamiento inmunosupresor, tienen un riesgo incrementado de desarrollar linfomas y otro tipo de tumores, principalmente cáncer de piel (sobre todo carcinoma espinocelular y carcinoma basocelular, menos claramentemelanoma). En las mujeres debe vigilarse con cuidado la aparición de cáncer de cérvix. El riesgo va en relación con la intensidad y duración de la inmunosupresión, más que con la utilización de un agente específico. Igualmente, la inmunnosupresión puede favorecer las infecciones oportunistas.

- En cuanto a los valores de laboratorio, se alteran con frecuencia, como se explica más adelante. Es necesario señalar que en un paciente tratado con azatioprina o 6-mercaptopurina, se alteran algunos análisis casi de manera normal, lo cual no quiere decir necesariamente que se trate de efectos adversos. Los ejemplos más importantes y frecuentes son un aumento ligero de la bilirrubina indirecta, un aumento del volumen corpuscular medio de los eritrocitos y una ligera neutropenia.

Siguiendo los criterios de la CIOSM, las reacciones adversas descritas son:
| Reacciones adversas a la azatioprina            |                  | |
| Sistema implicado.                              | Grupo CIOSM.     | Tipo de reacción. |
| Infecciones                                     | Muy frecuentes.  | Infecciones víricas, fúngicas y bacterianas en pacientes trasplantados que reciben además otros inmunosupresores.                               |
| Infecciones                                     | Poco frecuentes. | infecciones víricas, fúngicas y bacterianas en otros pacientes.                                                                                 |
| Neoplasias                                      | Raras            | - Linfomas (de tipo diferente al linfoma de Hodgkin), - Cáncer de piel, - Cáncer de cérvix in situ, - Leucemia mieloide aguda y mielodisplasia. |
| Trastornos de la sangre y del sistema linfático | Muy frecuentes   | Depresión de la función de la médula ósea; leucopenia                                                                                           |
| Trastornos de la sangre y del sistema linfático | Frecuentes       | Trombocitopenia |
| Trastornos de la sangre y del sistema linfático | Poco frecuentes  | Anemia. |
| Trastornos de la sangre y del sistema linfático | Raros.           | Agranulocitosis, pancitopenia, anemia aplásica.                                                                                                 |
| Trastornos de la sangre y del sistema linfático | Muy raros.       | Anemia megaloblástica o hipoplasia eritroide.                                                                                                   |
| Trastornos del sistema inmunitario              | Poco frecuentes  | Reacciones de hipersensibilidad. |
| Trastornos del sistema inmunitario              | Muy raros        | Síndrome de Stevens-Johnson y necrólisis epidérmica tóxica.                                                                                     |
| Trastornos gastrointestinales                   | Frecuentes       | Náuseas. |
| Trastornos gastrointestinales                   | Poco frecuentes  | Pancreatitis, colestasis y alteraciones en las pruebas de la función hepática.                                                                  |
| Trastornos gastrointestinales                   | Raras            | Hepatitis moderada a grave. |
| Trastornos gastrointestinales                   | Muy raras        | Colitis, diverticulitis y perforación intestinal en pacientes trasplantados. Grave diarrea en pacientes con enfermedad inflamatoria intestinal. |
| Otros                                           | Raras            | Alopecia. |
| Otros                                           | Muy raras.       | Neumonitis. |

- La sobredosificación por azatioprina o 6-mercaptopurina conduce a la mielodepresión, y se manifiesta por síntomas de la misma: infecciones recurrentes, hematomas, sangrado, úlceras mucosas (sobre todo garganta), etc. No tiene un antídoto específico habiendo de recurrir al tratamiento sintomático y de mantenimiento. La azatioprina es parcialmente dializable.

### Contraindicaciones
- Hipersensibilidad al principio activo o a alguno de los excipientes de la presentación comercial.
- Los pacientes con hipersensibilidad a 6-mercaptopurina es muy probable que presenten hipersensibilidad a azatioprina, y viceversa.
- Monitorización: Estos fármacos deben ser prescritos solamente si el paciente puede ser adecuadamente monitorizado para controlar los efectos tóxicos a lo largo de la duración de la terapia. Las pautas son muy diversas, pero al principio pueden ser necesarios análisis semanales, que luego pasan a cada 2 semanas, cada mes y cada 2 meses. Se sugiere que incluyan pruebas hepáticas y recuentos sanguíneos. Más adelante, durante toda la duración del tratamiento, se harán análisis cada 3-5 meses, según situación y posibilidades.
- No existe contraindicación absoluta en el caso de insuficiencia renal o hepática, pero es aconsejable reducir las dosis a las mínimas que causen el efecto deseado.
- Los individuos con déficit hereditario de la enzima tiopurina metiltransferasa o tomando fármacos que la disminuyen, presentan una exagerada sensibilidad al efecto mielosupresor de la azatioprina. Si los niveles de tiopurina metiltransferasa son inferiores a 5 unidades, no debe emplearse el fármaco a menos que un médico lo indique con causa muy justificada.
- En pacientes con déficit de la hipoxantina-guanina-fosforibosil-transferasa (Síndrome de Lesch-Nyhan) el metabolismo de la azatioprina es anormal, no se considera prudente el uso de este fármaco.
- La actividad inmunosupresora de la azatioprina podría dar lugar a una respuesta atípica y potencialmente nociva frente a vacunas preparadas con agentes vivos o atenuados, por lo que en general están contraindicadas. Algunas de estas vacunas son la de la fiebre amarilla, la de la poliomielitis oral, sarampión, paperas, antitífica oral, BCG o alguna de las vacunas de varicela existentes. Igualmente, es probable observar una reducción de la respuesta a vacunas inactivadas, tal y como ocurre con la de la gripe o la de la hepatitis B.
- Aunque se ha observado efecto nocivo de la azatioprina sobre la gestación en animales de laboratorio, el uso de azatioprina y de 6-mercaptopurina no está contraindicado en el embarazo. También se ha demostrado que varones tratados con estos fármacos pueden concebir con seguridad.
- Pasa a leche materna en pequeñas cantidades, pero la lactancia puede llevarse a cabo.

### Presentaciones
- Comprimidos recubiertos de 50 mg
- Polvo para suspensión inyectable, 50 mg por vial.

Entre los excipientes utilizados podemos encontrarnos los siguientes:
- Lactosa,
- Almidón de maíz,
- Estearato de magnesio,
- Ácido esteárico,
- Hipromelosa,
- Macrogol 400.
- Agua purificada.